# Абаша
Аба́ша (груз. აბაშა) — город (до 1964 года посёлок) на западе Грузии, центр Абашского муниципалитета Мегрелии (западная Грузия, край Самегрело-Верхняя Сванетия). Население 4941 жителей (2014).
Железнодорожная станция на линии Сухуми — Самтредиа.

## Промышленность
- Механический завод
- Завод резиновой обуви
- Эфирномасличный завод
- Ткацкая фабрика
- Чайная фабрика

Сельскохозяйственный техникум.
В городе родился писатель Константин Гамсахурдия, отец президента Грузии Звиада Гамсахурдия. 15 мая в честь дня рождения писателя проходит праздник Константинеоба.

## Топографические карты
- Лист карты K-38-61 Самтредиа. Масштаб: 1 : 100 000. Состояние местности на 1987 год. Издание 1989 г.